# In the Garden of Shadows
In the Garden of Shadows ist ein US-amerikanischer Pornofilm des Regisseurs Michael Ninn aus dem Jahr 2003. Der Film wurde bei den XRCO Awards 2004 als „Best Video“ ausgezeichnet.

## Handlung
Die Rahmenhandlung handelt vom Engel Anais, die aus dem Himmel geworfen wurde, weil sie zu sehr liebt. Gott zwingt sie, auf der Erde zu wandeln. Dort geht sie ihrem lustvollen Verlangen nach. Der Rest des Films besteht vor allem aus Sexszenen. Folgende Paare sind zu sehen:
- Szene 1: Anais und Billy Glide
- Szene 2: Anais, Justine Joli, Violet Blue und Talon
- Szene 3: Anais und Justine Joli
- Szene 4: Rayveness, Anais, Dirty Harry, Brett Rockman und Tyce Bune
- Szene 5: Anais und Nick Manning

Bei den Sexszenen handelt es sich um gängige Hardcore-Szenen, wobei die ganze Bandbreite von Missionarsstellung über Anal- und Oralsex bis hin zu Double Penetration und Gruppensex abgedeckt wird. Sie sind jedoch vor allem künstlerisch angehaucht und sollen auf einer ästhetischen Ebene ansprechend wirken.

## Fortsetzung
2004 drehte Ninn einen zweiten Teil mit dem Titel Faith: Book Two – In the Garden of Shadows.

## Auszeichnungen
- 2004: XRCO Award – Best Video
- 2005: AVN Award – Best Art Direction – Video